# Olympische Sommerspiele 1960/Teilnehmer (Ceylon)
| Gelbes Symbol für Goldmedaillen mit stilisierten Olympischen Ringen | Graues Symbol für Silbermedaillen mit stilisierten Olympischen Ringen | Braundes Symbol für Bronzemedaillen mit stilisierten Olympischen Ringen |
| ------------------------------------------------------------------- | --------------------------------------------------------------------- | ----------------------------------------------------------------------- |
| —                                                                   | —                                                                     | —                                                                       |

Ceylon nahm an den Olympischen Sommerspielen 1960 in der italienischen Hauptstadt Rom mit einer Delegation von fünf männlichen Sportlern an fünf Wettbewerben in vier Sportarten teil.
Jüngster Athlet war der Radrennfahrer Maurice Coomarawel (20 Jahre und 137 Tage), ältester Athlet war der Leichtathlet Linus Diaz (26 Jahre und 353 Tage). Es war die vierte Teilnahme an Olympischen Sommerspielen für das Land. 

## Teilnehmer nach Sportarten

### Boxen
- Weerakoon Dharmasiri
  - Weltergewicht

Rang 17
Runde eins: Freilos
Runde zwei: Niederlage gegen John Duguid aus Australien nach Punkten (278:299 - 56:60, 55:60, 57:59, 55:60, 55:60)

- Mohandas Liyanage Sumith
  - Federgewicht

Rang 17
Runde eins: Niederlage gegen Jerzy Adamski aus Polen nach Punkten (281:300 - 56:60, 55:60, 56:60, 57:60. 57:60)

### Leichtathletik
- Linus Diaz
  - Marathon

Finale: 2:32:12,0 Stunden, Rang 39

### Radsport
Straße
- Maurice Coomarawel
  - Straßenrennen (175,3 km)

Finale: Wettkampf nicht beendet (DNF)

### Schwimmen
- Tony Williams
  - 200 Meter Brust

Runde eins: ausgeschieden in Lauf drei (Rang sechs), 2:59,8 Minuten